# 中央圖書館 (布魯克林公共圖書館)

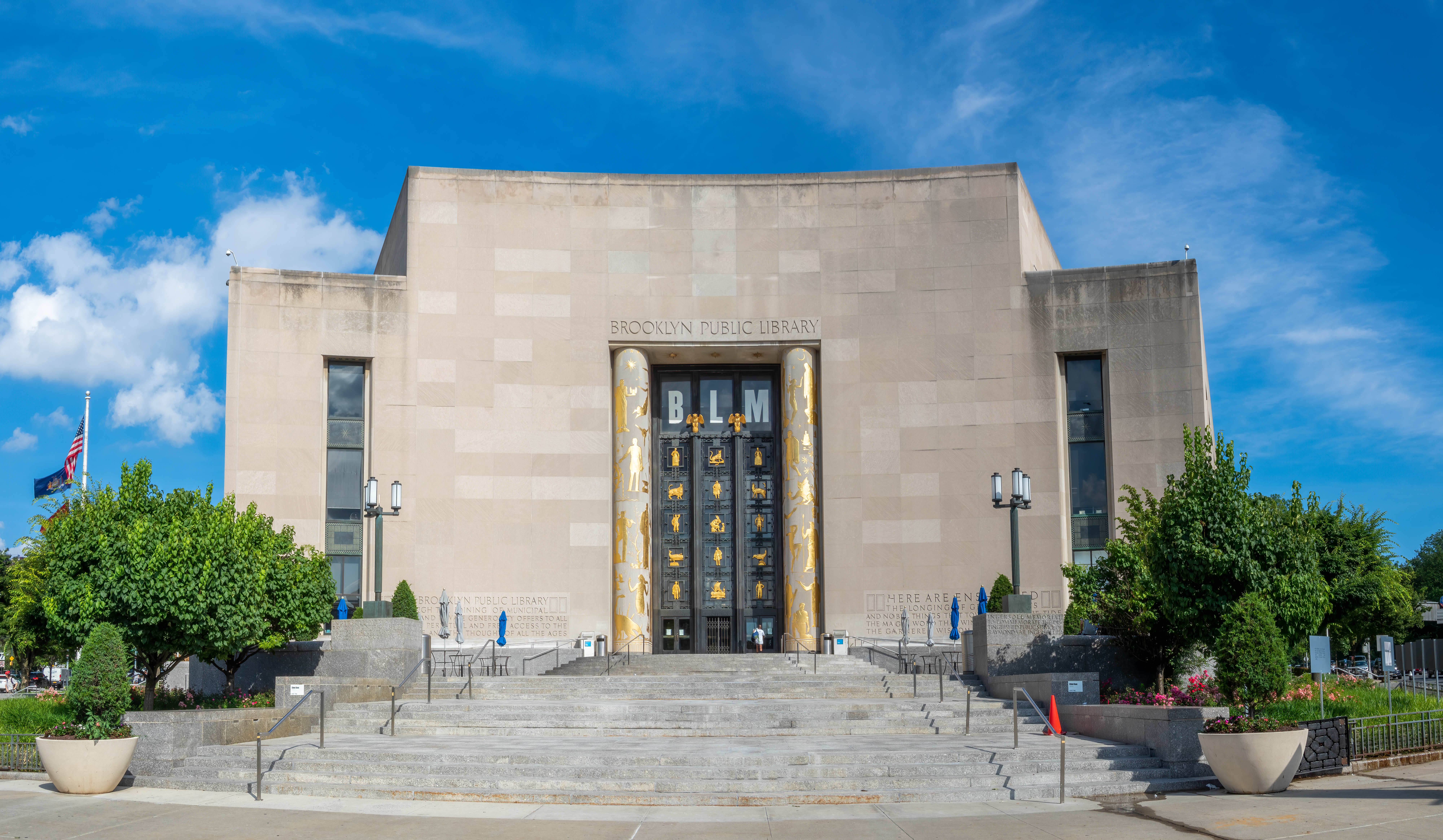

中央圖書館（Central Library），是紐約市布魯克林公共圖書館的主要圖書館，位於大軍團廣場。中央圖書館收藏超過170萬件資料，每年訪客人數超過百萬人。現在的圖書館建築是裝飾風藝術風格，被列入紐約市地標，也列入國家史蹟名錄之列。

## 外部連結
- 维基共享资源上的相關多媒體資源：中央圖書館
- Brooklyn Public Library – Central Library